# 道祖神 (真鶴町)
道祖神（どうそじん）は神奈川県真鶴町で確認されている11か所24基の石造文化財である。

## 概要
真鶴町では「塞の神（サイノカミまたはサエノカミ）」と呼ばれており、悪霊を防ぐ職能を持った神が本来の道祖神であった。地域の実情によって多様な職能を持つようになった。真鶴の言い伝えの一つによると「さいの神さんは、子供の神さんだから大人はさわるものじゃない」という言葉があり、戦争前までは大人が祈願して欲しいことがあると子供達に頼んで祈願してもらっていた。
その形態は小田原地方とは異なり、単身僧形座像が主流をなしており、伊豆地方のものとの類似性が極めて強いのが特徴の一つであるため、伊豆の文化圏と民族的なつながりを持っていたのではないかという示唆を与えている。町内の西の道祖神で天保15年(1844年)に道祖神の石像が造営されていたことが確認されており、他は年代が不明なものや明治以降となっているが、これまで人々の生活の中に大きな役割を果たしてきた。

## 祭事・催事
- 道祖神祭り - 1月

## 道祖神一覧
| No.座標 | 名称           | 読み                     | 所在地                                                                      | 造立年代                                          | 像の形態                      | 記                                                 | 写真           |
| ------- | -------------- | ------------------------ | --------------------------------------------------------------------------- | ------------------------------------------------- | ----------------------------- | -------------------------------------------------- | -------------- |
| 1       | 橋の上の道祖神 | はしのうえのどうそじん   | 真鶴町岩791番地。 真鶴町コミュニティバス・橋の上停留所前                    | 不明                                              | 単身像形座像(2体)             | 首部が欠損していたが、昭和53年に補修された         | 橋の上の道祖神 |
| 2       | 細山の道祖神   | ほそやまのどうそじん     | 真鶴町岩832番地。 真鶴町コミュニティバス・細山から徒歩4分                   | 不明                                              | 単身像形座像(2体)             | 同所に「南無阿弥陀仏」と記された石碑がある         | 細山の道祖神   |
| 3       | 長坂の道祖神   | ながさかのどうそじん     | 真鶴町岩840番地。 真鶴町コミュニティバス・大猿山配水池前から徒歩1分         | 不明。文字碑は大正10年                            | 角柱像浮彫(1体) 文字碑(1個)   | 文字碑は他の地区の形態と異なる                     | 長坂の道祖神   |
| 4       | 松本山の道祖神 | まつもとやまのどうそじん | 真鶴町岩898番地・松本農園入口                                               | 不明                                              | 単身像形座像(2体)             | 盗難のため再建                                     | 松本山の道祖神 |
| 5       | 上の道祖神     | かみのどうそじん         | 真鶴町岩721番地 真鶴町コミュニティバス・岩ふれあい館前から登り徒歩5分       | うち1体は1903年(明治36年) 文字碑は1930年(昭和5年) | 単身像形座像(3体) 文字碑(1個) | 関東大震災前は岩ふれあい館(旧岩小学校)にあった。   | 上の道祖神     |
| 6       | 下の道祖神     | しものどうそじん         | 真鶴町岩455番地・岩忠の下 真鶴町コミュニティバス・岩海岸から登り徒歩1分     | うち1体は1903年(明治36年) 文字碑は1930年(昭和5年) | 単身像形座像(3体) 文字碑(1個) | 元は移転前の遠藤貝類博物館の裏にあった。           | 下の道祖神     |
| 7       | 大下の道祖神   | おおしものどうそじん     | 真鶴町役場前。 真鶴町コミュニティバス・役場停留所前                         | 不明                                              | 単身像形座像(2体)             | 石工先祖の碑への登り口にある。1体は首部欠損        | 大下の道祖神   |
| 8       | 丸山の道祖神   | まるやまのどうそじん     | 真鶴町コミュニティバス・小田原百貨店停留所前                                | 単身像形座像は昭和7年。 文字碑は不明              | 単身像形座像(1体) 文字碑(1個) | 台座に像率年月日と世話人、石工の名前が刻されている | 丸山の道祖神   |
| 9       | 東の道祖神     | ひがしのどうそじん       | 真鶴町真鶴176番地 真鶴町コミュニティバス・消防分署前(まなづる小)から徒歩5分 | 不明                                              | 単身像形座像(4体) 文字碑(1個) | 同所に石塔・青面金剛三猿と文字庚申塔がある         | 東の道祖神     |
| 10      | 西の道祖神     | にしのどうそじん         | 真鶴町真鶴911番地 真鶴町コミュニティバス・小学校下から徒歩4分               | うち1体は天保15年(1844年) 明治27年再建            | 単身像形座像(3体)             | 真鶴町で確認できている年代で最も古い               | 西の道祖神     |
| 11      | 児童館前道祖神 | じどうかんまえどうそじん | 真鶴町真鶴428番地 真鶴駅徒歩4分                                             | 不明                                              | 単身像形座像(1体)             | 同所に真鶴町指定文化財の道標がある                 | 児童館前道祖神 |

## 参考資料
- 真鶴の文化財≪第4集・信仰編≫ 真鶴町教育委員会
- 文化財だより第9号平成8年3月 真鶴町教育委員会
- 神奈川県立真鶴半島自然公園 真鶴さんぽ